# Cratere Anicia
Anicia  è un cratere sulla superficie di Venere. Prende il nome dalla poetessa greca Anite di Tegea.